# Nébuleuse de la Tête de Cheval
Pour les articles homonymes, voir Barnard.
La nébuleuse de la Tête de Cheval, officiellement connue sous le nom de Barnard 33 (IC 434 désigne la nébuleuse émissive à l'arrière-plan), est une nébuleuse obscure dans la constellation d'Orion. La nébuleuse est située juste en dessous d'Alnitak (ζ Ori), l'étoile la plus à l'est de la ceinture d'Orion.

## Découverte
Cette nébuleuse, située à 1600 années-lumière a été découverte pour la première fois en 1888 par Williamina Fleming sur une plaque photographique prise à l'observatoire du Harvard College et observée depuis par les télescopes spatiaux Hubble et Herschel,.

## Description
Elle est facilement reconnaissable par la forme en tête de cheval qui lui a donné son nom et qui se découpe dans la nébuleuse. En effet, derrière la nébuleuse se trouve de l'hydrogène qui, ionisé par l'étoile brillante proche Sigma Orionis, donne une couleur rouge. L'obscurité de la tête de cheval est causée par la présence d'un nuage dense de gaz et de poussière. Cette dernière absorbe fortement le rayonnement visible émis par le gaz ionisé d'arrière-plan (rouge sur la photo).
À la base de la tête, on trouve de jeunes étoiles en cours de formation.
Elle fait partie d'un grand nuage moléculaire sombre qui est aussi connu sous le nom de Barnard 33. La luminosité rougeâtre qui l'environne provient de l'hydrogène ionisé par la proche étoile σ Orionis, qui est située à l'arrière de la Nébuleuse de la Tête de cheval.

## Galerie

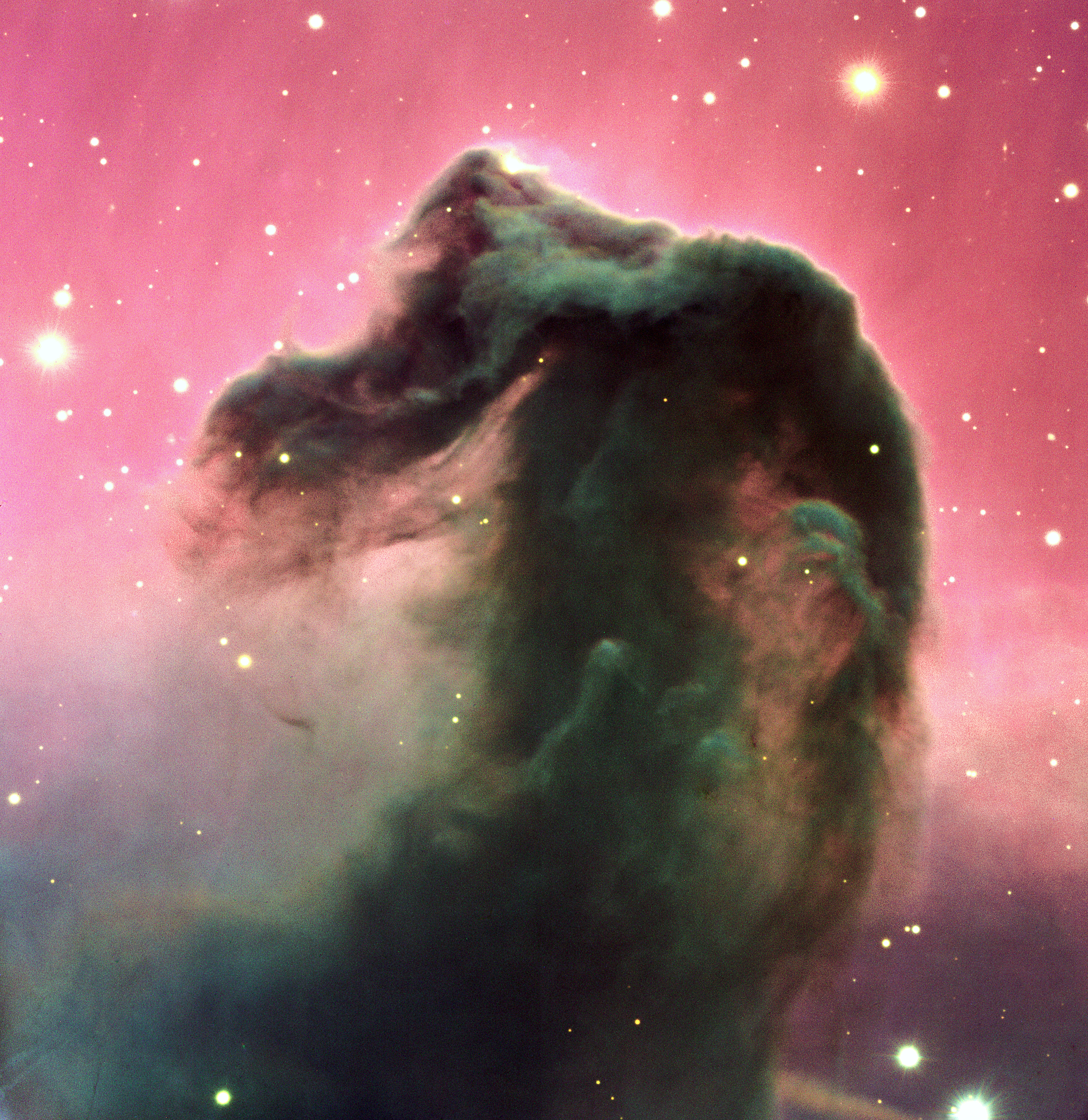
La Tête de Cheval.
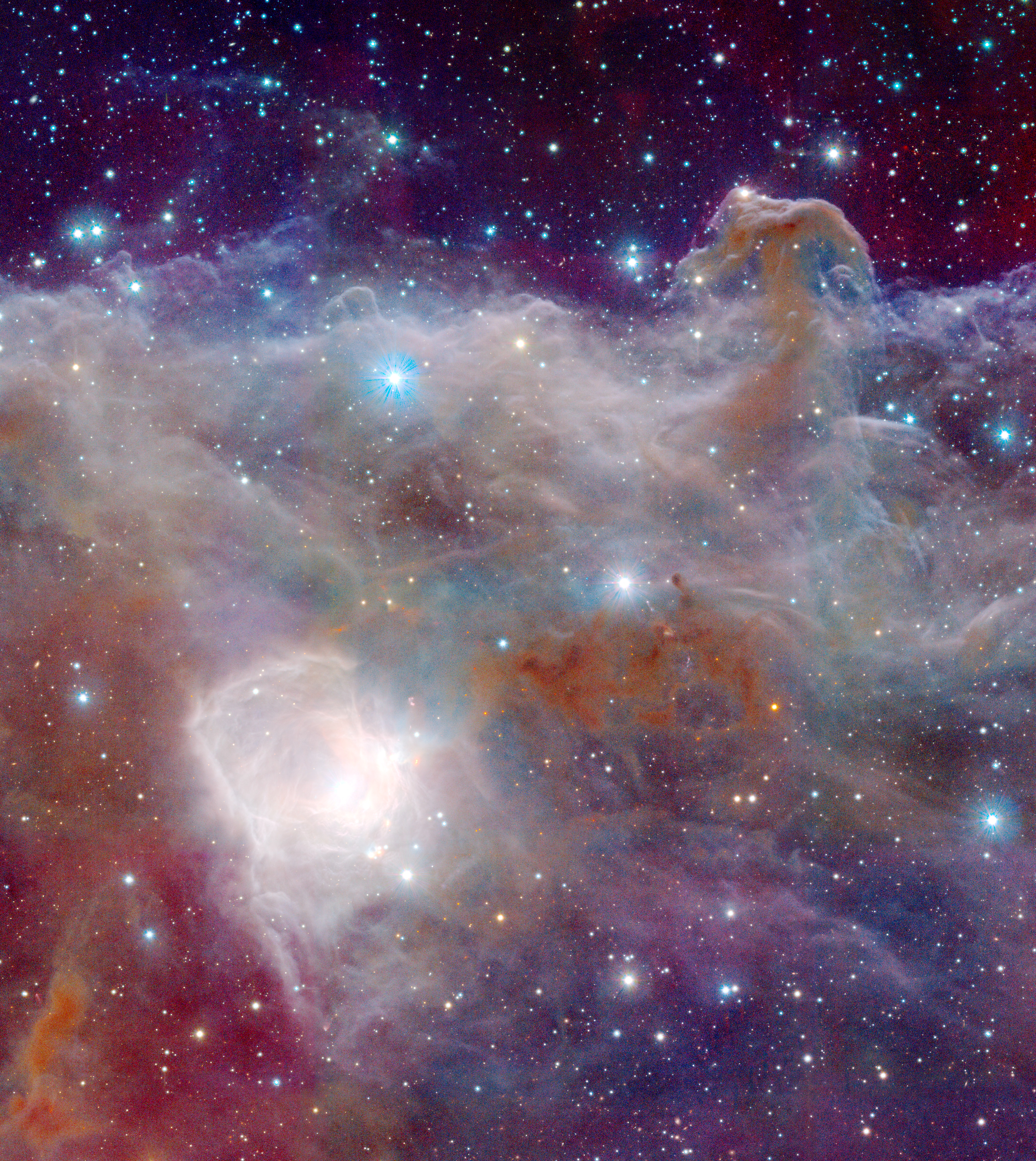
La Tête de Cheval vue avec un filtre différent.
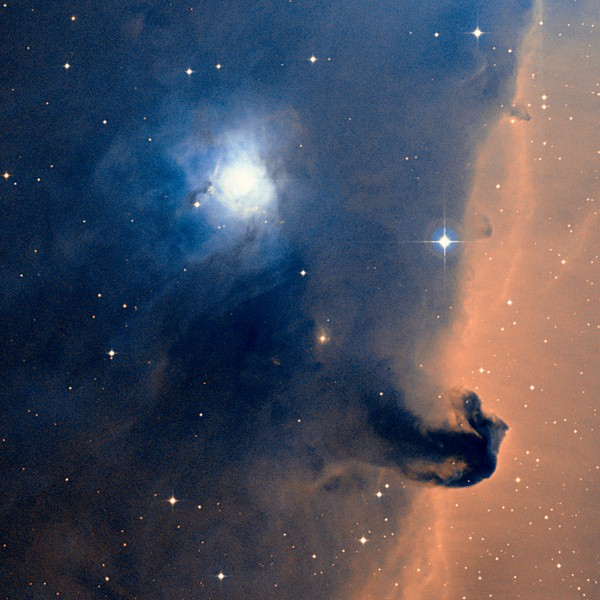
La Tête de Cheval vue avec un filtre différent.
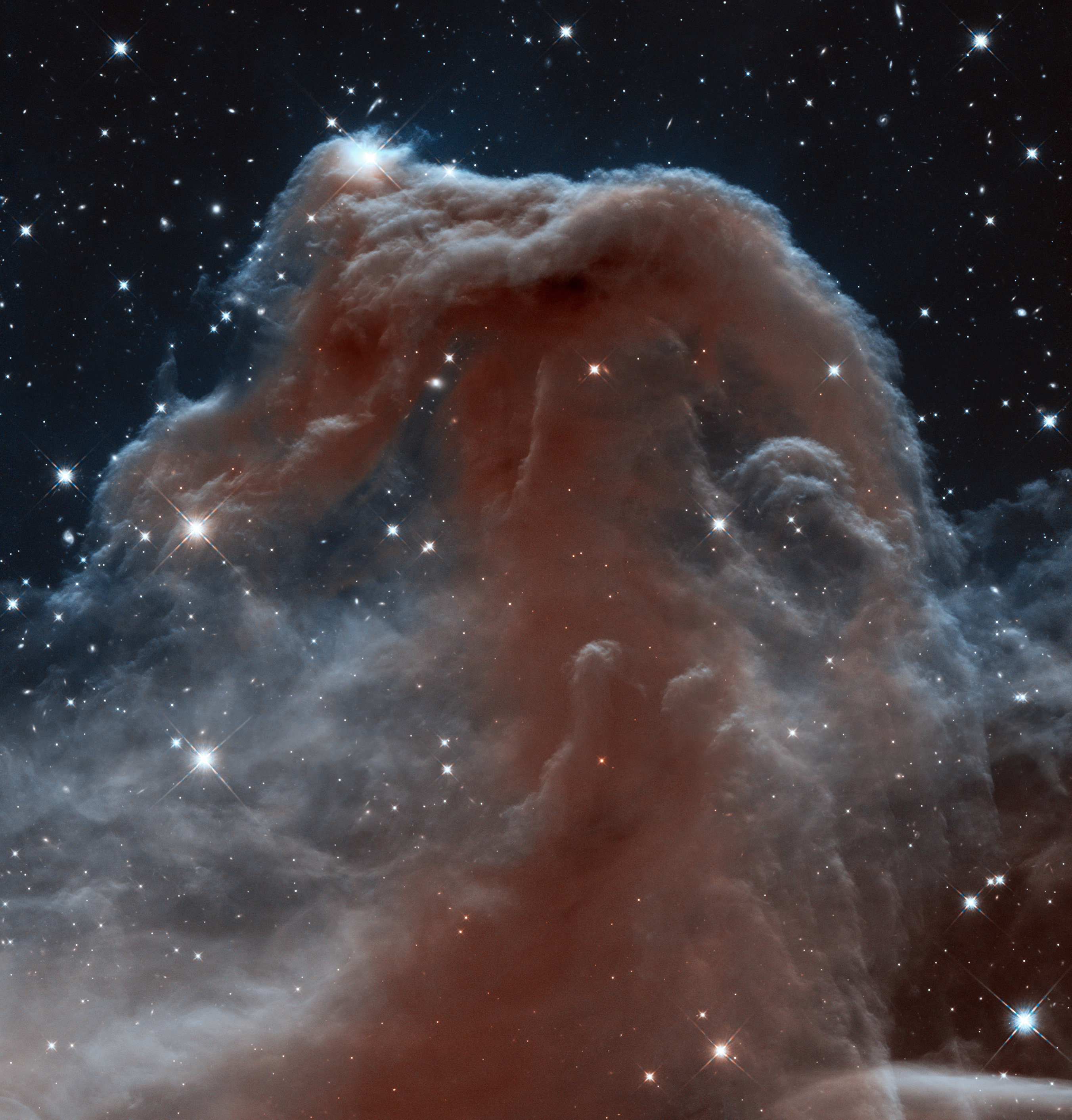
La Tête de Cheval vue en lumière infrarouge.
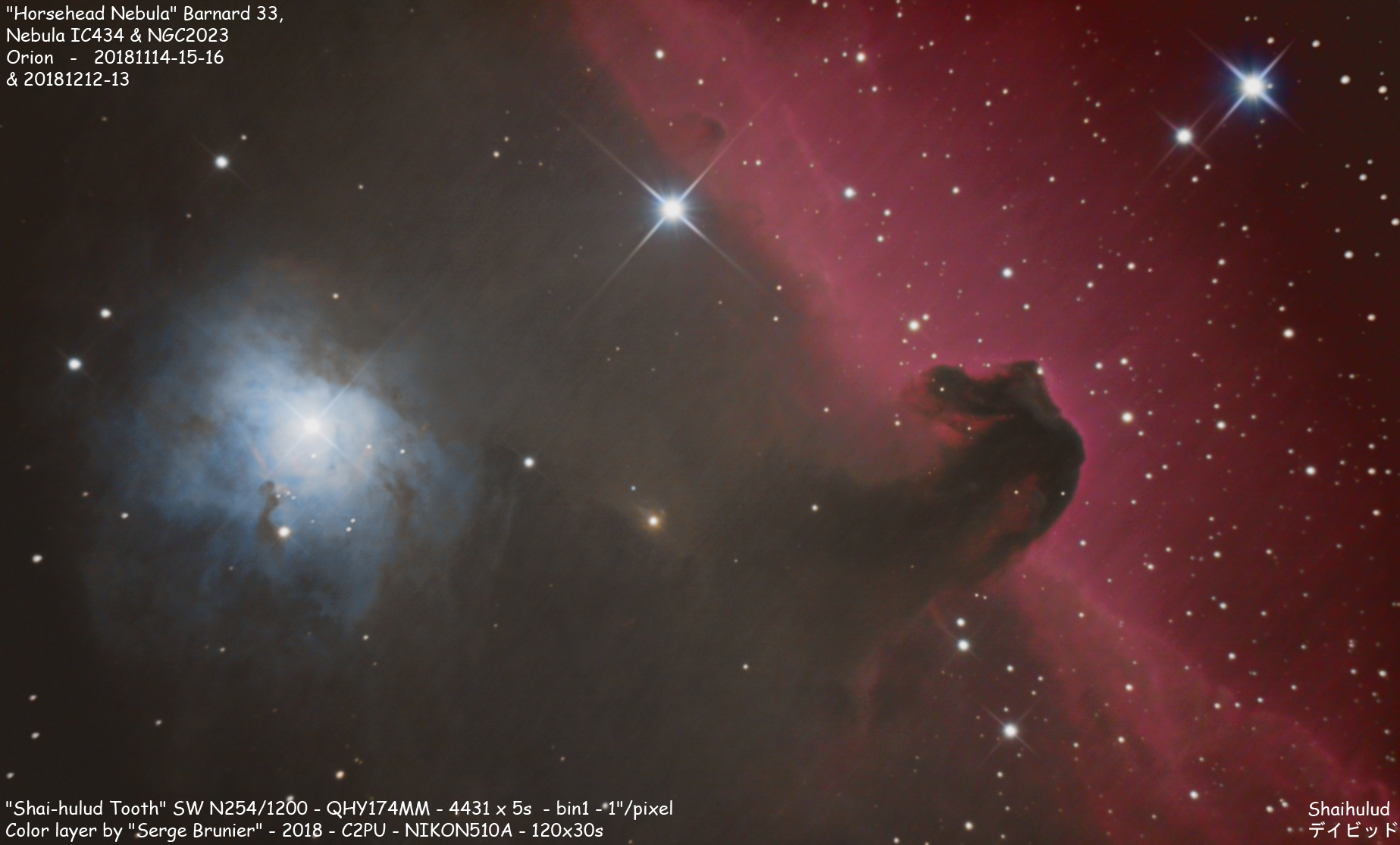
Acquisition réalisée en pose courte.
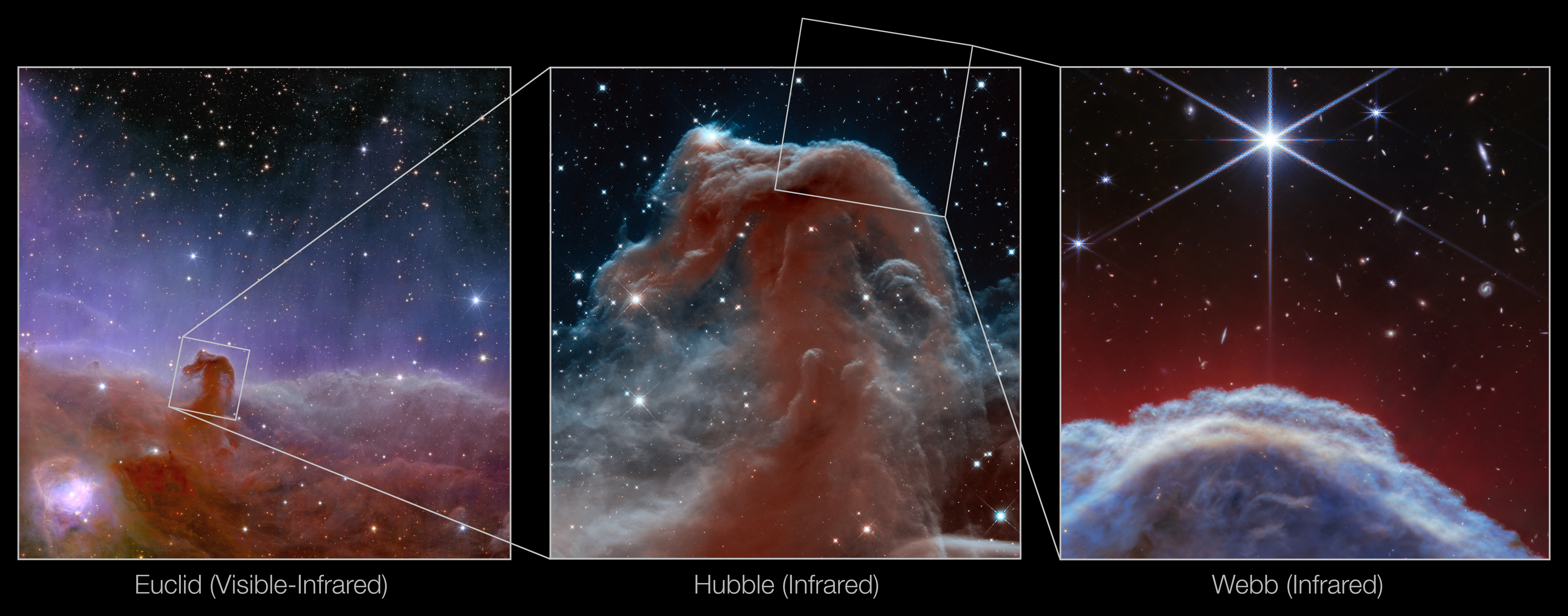
Comparaison des images prises par les télescopes spatiaux Eucid, Hubble et James Webb.
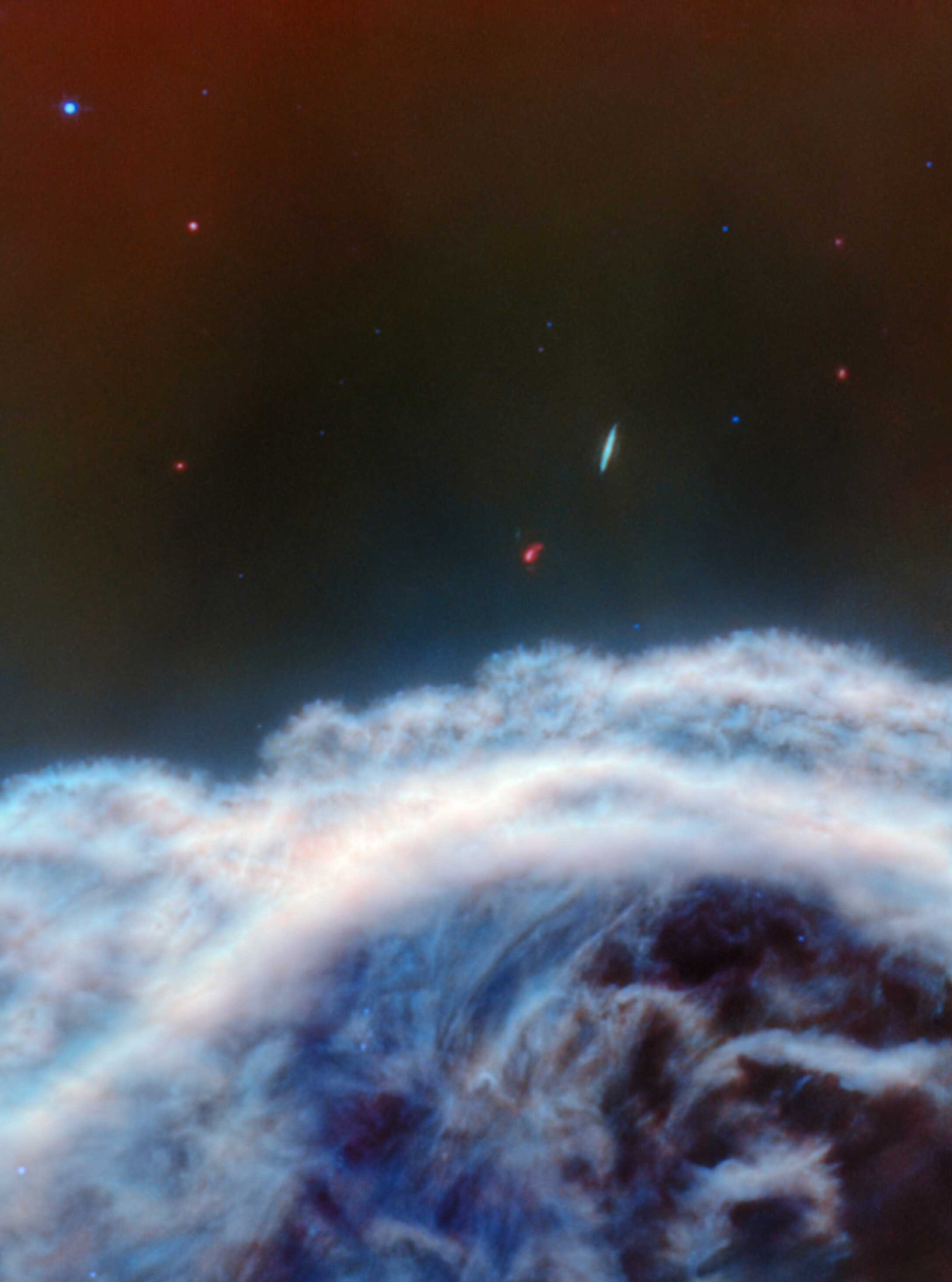
Détail de l'image en infrarouge de James Webb.

## Culture populaire
- Isaac Asimov y situe l'action de son roman de science-fiction Tyrann (1951).

- Douglas Adams y situe la planète Magrathéa dans son roman Le Guide du voyageur galactique (titre original : The Hitchhiker's Guide to the Galaxy, abrégé H2G2)

- Diffusée à partir de 1993 sur les écrans français, Widget (série télévisée d'animation) à vocation écologique, met en scène, un petit alien éponyme, métamorphe et de couleur mauve, qui affirme venir de la Nébuleuse de la Tête de Cheval. Celle-ci est cependant différente visuellement de la représentation astronomique connue.